# Kerk
Kerk (persiska: كرك) är en ort i Iran.   Den ligger i provinsen Markazi, i den centrala delen av landet, 270 km sydväst om huvudstaden Teheran. Kerk ligger 2 021 meter över havet och antalet invånare är 620.
Terrängen runt Kerk är huvudsakligen kuperad. Kerk ligger nere i en dal.Runt Kerk är det ganska tätbefolkat, med 67 invånare per kvadratkilometer. Närmaste större samhälle är Bāzneh, 6,1 km nordväst om Kerk. Trakten runt Kerk består i huvudsak av gräsmarker.